# هوی چن
هوی چن (به انگلیسی: Hui Chen , زاده سپتامبر ۱۹۶۲) یک فیزیکدان آمریکایی است که در حال حاضر در آزمایشگاه ملی لارنس لیورمور و عضو منتخب انجمن فیزیک آمریکا است.